# Straßenbahn Numazu
| Streckenlänge: | 5,9 km / 6,6 km   |                                  |                                  |
| Spurweite: | 1067 mm (Kapspur) |                                  |                                  |
| Stromsystem: | 600 V =           |                                  |                                  |
| Maximale Neigung: | 33,3 ‰            |                                  |                                  |
| Zweigleisigkeit: | nein              |                                  |                                  |
| |                   |                                  |                                  |
| Gesellschaft: | Izuhakone Tetsudō |                                  |                                  |
| \| \| \| ↑ Sunzu-Linie \| \| \| \| 0,0 \| Mishima-Tamachi (三島町) \| Mishima-Tamachi (三島町) \| \| \| \| Kubo-chō (久保町) \| \| \| \| \| \| \| \| \| 0,7 \| Mishima-Hirokōji (三島広小路) \| Mishima-Hirokōji (三島広小路) \| \| \| 0,9 \| Kimachi (木町) \| Kimachi (木町) \| \| \| 1,5 \| Sengandoi (千貫樋) \| Sengandoi (千貫樋) \| \| \| 1,9 \| Fushimi (伏見) \| Fushimi (伏見) \| \| \| 2,3 \| Tamai-teramae (玉井寺前) \| Tamai-teramae (玉井寺前) \| \| \| \| Yawata (八幡) \| \| \| \| 2,8 \| Nagawawa (長沢) \| Nagawawa (長沢) \| \| \| 3,0 \| Kokuritsu Byōin-mae (国立病院前) \| Kokuritsu Byōin-mae (国立病院前) \| \| \| \| Depot \| \| \| \| 3,2 \| Usui Sangyō-mae (臼井産業前) \| Usui Sangyō-mae (臼井産業前) \| \| \| \| Kise-gawa \| \| \| \| \| Kisegawabashi (木瀬川橋) \| \| \| \| 3,7 \| Kisegawa (黄瀬川) \| Kisegawa (黄瀬川) \| \| \| 4,3 \| Ishida (石田) \| Ishida (石田) \| \| \| 4,5 \| Asaito-mae (麻糸前) \| Asaito-mae (麻糸前) \| \| \| 5,2 \| San’nō-mae (山王前) \| San’nō-mae (山王前) \| \| \| 5,5 \| Taira-chō (平町) \| Taira-chō (平町) \| \| \| 5,9 \| Sanmaibashi (三枚橋) \| Sanmaibashi (三枚橋) \| \| \| \| Shitamachi (志多町) \| \| \| \| 6,2 \| Ōtemachi (追手町) \| Ōtemachi (追手町) \| \| \| 6,6 \| Numazu-ekimae (沼津駅前) \| Numazu-ekimae (沼津駅前) \| \| \| \| ↔ Tōkaidō-Hauptlinie \| \| |                   |                                  |                                  |
| Strecke |                   | ↑ Sunzu-Linie                    | ↑ Sunzu-Linie                    |
| U-Bahn-Strecke von links (außer Betrieb) · U-Bahn-Kopfbahnhof Streckenende und quer (Strecke außer Betrieb) · Bahnhof | 0,0               | Mishima-Tamachi (三島町)         | Mishima-Tamachi (三島町)         |
| U-Bahn-Haltepunkt / Haltestelle (Strecke außer Betrieb) · Strecke |                   | Kubo-chō (久保町)                | Kubo-chō (久保町)                |
| Haltepunkt / Haltestelle quer · U-Bahn-Kreuzung mit Eisenbahn (Strecke geradeaus außer Betrieb) · Abzweig quer und ehemals von links · Strecke nach rechts |                   |                                  |                                  |
| U-Bahn-Kopfbahnhof Streckenanfang und quer (Strecke außer Betrieb) · U-Bahn-Kreuzung (Strecken außer Betrieb) · U-Bahn-Strecke nach rechts (außer Betrieb) | 0,7               | Mishima-Hirokōji (三島広小路)    | Mishima-Hirokōji (三島広小路)    |
| U-Bahn-Haltepunkt / Haltestelle (Strecke außer Betrieb) | 0,9               | Kimachi (木町)                   | Kimachi (木町)                   |
| U-Bahn-Haltepunkt / Haltestelle (Strecke außer Betrieb) | 1,5               | Sengandoi (千貫樋)               | Sengandoi (千貫樋)               |
| U-Bahn-Haltepunkt / Haltestelle (Strecke außer Betrieb) | 1,9               | Fushimi (伏見)                   | Fushimi (伏見)                   |
| U-Bahn-Bahnhof (Strecke außer Betrieb) | 2,3               | Tamai-teramae (玉井寺前)         | Tamai-teramae (玉井寺前)         |
| U-Bahn-Haltepunkt / Haltestelle (Strecke außer Betrieb) |                   | Yawata (八幡)                    | Yawata (八幡)                    |
| U-Bahn-Haltepunkt / Haltestelle (Strecke außer Betrieb) | 2,8               | Nagawawa (長沢)                  | Nagawawa (長沢)                  |
| U-Bahn-Haltepunkt / Haltestelle (Strecke außer Betrieb) | 3,0               | Kokuritsu Byōin-mae (国立病院前) | Kokuritsu Byōin-mae (国立病院前) |
| U-Bahn-Betriebsstelle Streckenanfang und quer (Strecke außer Betrieb) · U-Bahn-Abzweig geradeaus und nach rechts (Strecke außer Betrieb) |                   | Depot                            | Depot                            |
| U-Bahn-Haltepunkt / Haltestelle (Strecke außer Betrieb) | 3,2               | Usui Sangyō-mae (臼井産業前)     | Usui Sangyō-mae (臼井産業前)     |
| U-Bahn-Brücke über Wasserlauf (Strecke außer Betrieb) |                   | Kise-gawa                        | Kise-gawa                        |
| U-Bahn-Haltepunkt / Haltestelle (Strecke außer Betrieb) |                   | Kisegawabashi (木瀬川橋)         | Kisegawabashi (木瀬川橋)         |
| U-Bahn-Bahnhof (Strecke außer Betrieb) | 3,7               | Kisegawa (黄瀬川)                | Kisegawa (黄瀬川)                |
| U-Bahn-Haltepunkt / Haltestelle (Strecke außer Betrieb) | 4,3               | Ishida (石田)                    | Ishida (石田)                    |
| U-Bahn-Haltepunkt / Haltestelle (Strecke außer Betrieb) | 4,5               | Asaito-mae (麻糸前)              | Asaito-mae (麻糸前)              |
| U-Bahn-Bahnhof (Strecke außer Betrieb) | 5,2               | San’nō-mae (山王前)              | San’nō-mae (山王前)              |
| U-Bahn-Haltepunkt / Haltestelle (Strecke außer Betrieb) | 5,5               | Taira-chō (平町)                 | Taira-chō (平町)                 |
| U-Bahn-Haltepunkt / Haltestelle (Strecke außer Betrieb) | 5,9               | Sanmaibashi (三枚橋)             | Sanmaibashi (三枚橋)             |
| U-Bahn-Haltepunkt / Haltestelle (Strecke außer Betrieb) |                   | Shitamachi (志多町)              | Shitamachi (志多町)              |
| U-Bahn-Haltepunkt / Haltestelle (Strecke außer Betrieb) | 6,2               | Ōtemachi (追手町)                | Ōtemachi (追手町)                |
| U-Bahn-Kopfbahnhof Streckenende (Strecke außer Betrieb) | 6,6               | Numazu-ekimae (沼津駅前)         | Numazu-ekimae (沼津駅前)         |
| Bahnhof quer · Strecke quer |                   | ↔ Tōkaidō-Hauptlinie             | ↔ Tōkaidō-Hauptlinie             |

Die Straßenbahn Numazu war eine Straßenbahnlinie in der japanischen Präfektur Shizuoka, die zwischen den Städten Numazu und Mishima verkehrte. Sie wurde 1906 von der Elektrizitätsgesellschaft Sunzu Denki errichtet, die später in der regional tätigen Bahngesellschaft Izuhakone Tetsudō aufging. In Betrieb war die Straßenbahn bis zum Jahr 1963. Ihre offizielle Bezeichnung lautete Izuhakone Tetsudō kidō-sen (伊豆箱根鉄道軌道線, „Straßenbahnlinie der Izuhakone Tetsudō“).

## Strecke
Westlicher Ausgangspunkt der Straßenbahnlinie war der Vorplatz des Bahnhofs Numazu, einem bedeutenden Eisenbahnknoten an der Tōkaidō-Hauptlinie. Die Strecke führte zunächst südwärts ins Stadtzentrum von Numazu und bog dort nach Osten ab. Nach der Überquerung des Flusses Kise-gawa wandte sie sich nach Nordosten. Kurz nach Passieren der Stadtgrenze zu Mishima erreichte sie die östliche Endstation vor der Haltestelle Mishima-Hirokōji der Sunzu-Linie. Zu dieser Bahnstrecke bestand von 1919 bis 1959 eine Gleisverbindung. Die Strecke mit einer Spurweite von 1067 mm (Kapspur) war 5,9 km lang, bis 1915 führte sie noch rund 700 m weiter bis zum Bahnhof Mishima-Tamachi. Von Anfang an war sie mit 600 V Gleichspannung elektrifiziert.

## Geschichte
Die im Jahr 1896 gegründete Elektrizitätsgesellschaft Sunzu Denki (駿豆電気), die erste in der Präfektur Shizuoka, beschloss 1905 eine Erweiterung ihrer Geschäftstätigkeit. Der ungenutzte Überschuss an erzeugter elektrischer Energie sollte für den Betrieb einer Straßenbahn verwendet werden, um so eine weitere Einnahmequelle zu generieren. Dementsprechend änderte das Unternehmen 1906 seinen Namen in Sunzu Denki Tetsudō (駿豆電気鉄道, „Elektrische Sunzu-Eisenbahn“). Am 28. November 1906 desselben Jahres ging die Straßenbahnlinie zwischen dem Bahnhof Numazu und Mishima-Hirokōji in Betrieb. Am 3. August 1908 folgte die Verlängerung nach Mishima-Tamachi.
1912 erwarb die Sunzu Denki Tetsudō das Bahnunternehmen Izu Tetsudō, den bisherigen Betreiber der Sunzu-Linie. Somit existierten in Mishima zwei Strecken derselben Gesellschaft. Diese Parallelführung endete am 18. Januar 1915 mit der Stilllegung des sechseinhalb Jahre zuvor eröffneten Straßenbahn-Teilstücks, womit Mishima-Hirokōji erneut die östliche Endstation war. 1916 fusionierte die Sunzu Denki Tetsudō mit der Fuji-Elektrizitätsgesellschaft, welche die Bahnlinien an die neue Tochtergesellschaft Sunzu Tetsudō übertrug (diese bezeichnet sich seit 1957 als Izuhakone Tetsudō). Mit der Elektrifizierung der Sunzu-Linie und der Inbetriebnahme einer Gleisverbindung bei Mishima-Hirokōji war es ab 25. Mai 1919 erneut möglich, durchgehende Verbindungen von Numazu bis nach Mishima-Tamachi anzubieten.
Ab 1. April 1949 wurde das Verbindungsgleis bei Mishima-Hirokōji nur noch für Fahrten zum Depot nördlich von Mishima-Tamachi verwendet. Nach der Erhöhung der Fahrdrahtspannung auf der Sunzu-Linie von 600 V auf 1500 V am 7. September 1959 entfiel diese Möglichkeit, weshalb die Izuhakone Tetsudō in der Nähe der Haltestelle Kokuritsu Byōin-mae ein neues Depot in Betrieb nahm. Eine verheerende Überschwemmung zerstörte am 28. Juni 1961 die Brücke über den Kise-gawa. Ein Wiederaufbau erschien nicht sinnvoll, weshalb westlich des Flusses nur noch Busse verkehrten. Schließlich legte die Izuhakone Tetsudō am 5. Februar 1963 das verbliebene Teilstück zwischen dem Depot und Mishima-Hirokōji ebenfalls still.